# Agonist (fysiologi)
En agonist är inom fysiologi den muskel som utför den avsedda rörelsen. Om flera muskler är inblandade i en rörelse, är agonisten den muskel som gör det viktigaste arbetet. Ett exempel är vid utsträckning i armbågen, där triceps är agonist.